# Уразов, Ильяс
Ильяс Уразов (15.10.1922 — 11.02.1945) — командир взвода 572-го стрелкового полка, лейтенант. Герой Советского Союза.

## Биография
Родился 15 октября 1922 года в селении колхоза имени Калинина № 2, на территории современного Янгиюльского тумана Ташкентского вилоята Республики Узбекистан. Казах. Происходит из рода кырыксадак племени шанышкылы. В 1940 году окончил промышленно-экономический техникум. Работал бухгалтером.
В декабре 1941 года был призван в Красную Армию Янгиюльским райвоенкоматом. В действующей армии с мая 1942 года. С того же года в ВКП(б). В 1944 году окончил курсы младших лейтенантов. К ноябрю 1944 года лейтенант Уразов — командир стрелкового взвода 7-й стрелковой роты 572-го стрелкового полка 233-й стрелковой дивизии. Отличился в боях на территории Югославии.
12 ноября 1944 года лейтенант Уразов со своим взводом в числе первых переправился через реку Дунай у населённого пункта Батина. Оттеснив противника, занял небольшой плацдарм и в течение дня отразил несколько атак врага, удерживая позиции до подхода основных сил. На следующий день в тяжёлом бою заменил выбывшего из строя командира роты и в течение дня успешно отразил 7 контратак противника. В боях по расширению плацдарма 12-20 ноября успешно руководил подразделением.
20 ноября в бою за стратегически важную высоту лейтенант Уразов со взводом первым ворвался во вражескую траншею. В рукопашной схватке бойцы уничтожили более 50 противников, вывели из строя два станковых пулемёта. С группой бойцов, вооружившись гранатами, Уразов скрытно подобрался к вражеской артиллерийской батарее и уничтожил расчёты орудий. Своими действиями обеспечил наступающим частям продвижение вперёд.
11 февраля при захвате очередного вражеского рубежа уже на территории Венгрии, в районе хутора Фальшторноц, лейтенант Уразов погиб. Тело было оставлено на территории, занятой противником. Точное место захоронения неизвестно.
Указом Президиума Верховного Совета СССР от 24 марта 1945 года за образцовое выполнение боевых заданий командования и проявленные при этом мужество и героизм лейтенанту Уразову Ильясу присвоено звание Героя Советского Союза.
Награждён орденами Ленина, Красной Звезды.
На родине имя Героя носят комбинат в городе Янгиюль и школа в селе, в которой он учился.